# 蒙福尔
蒙福尔（法語：Monfort，法語發音：[mɔ̃fɔʁ]）是法国热尔省的一个市镇，属于孔东区。

## 地理
蒙福尔（43°47'40"N, 0°49'26"E）面积22.49 平方千米，位于法国奧克西塔尼大區热尔省，该省份为法国西南部内陆省份，北起顺时针与洛特-加龙省、塔恩-加龙省、上加龙省、上比利牛斯省、大西洋比利牛斯省和朗德省接壤。
与蒙福尔接壤的市镇（或旧市镇、城区）包括：巴若内特、比韦斯、卡代扬、翁普斯、拉布里、莫沃赞、圣布雷斯、圣热姆、塞朗皮伊、索洛米亚克。

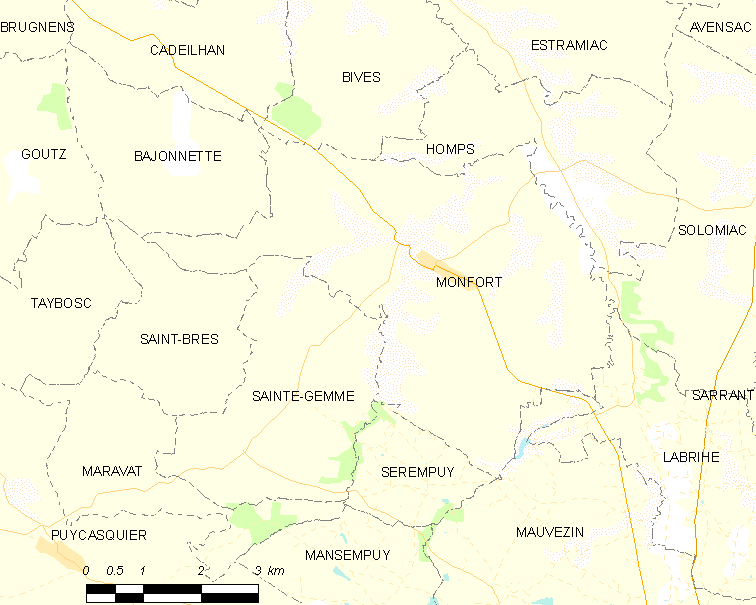
蒙福尔的OSM定位图

蒙福尔的时区为UTC+01:00、UTC+02:00（夏令时）。

## 行政
蒙福尔的邮政编码为32120，INSEE市镇编码为32269。

## 政治
蒙福尔所属的省级选区为日莫讷-阿拉茨县。

## 人口

1962-2008年间蒙福尔人口变化图示

蒙福尔于2022年1月1日时的人口数量为513人。